# ブラック・ハッカー
『ブラック・ハッカー』（原題：Open Windows）は、2014年のスペインのテクノスリラー映画。ナチョ・ビガロンドが監督と脚本を務めた。出演はイライジャ・ウッド、サーシャ・グレイ、ニール・マスケル他。

## ストーリー
人気女優ジルのファンサイトを運営している青年ニックは、ある日新作映画のキャンペーンでジルと会食するチャンスを手に入れる。当日、期待に胸を躍らせながらホテルの一室で待つニックだったが、そこへコードと名乗る謎の男から「会食は中止になった」との電話を受ける。そのお詫びにと、コードはニックのPCにとあるURLを送ってくる。ニックがそのURLを開くと、それはジルを盗撮したライブ映像にリンクされていた。こうして人気女優のプライベートを覗き見出来るようになったニックだったが、次第にコードは凶悪な本性を現していき、ニックに対して悪質な要求を繰り返すようになっていく。そしてついに、コードの魔の手はジルの命までも奪おうとする。それを阻止するため、ニックは姿の見えない敵と戦う決意をする。

## キャスト
※括弧内は日本語吹替
- ニック・チェンバース - イライジャ・ウッド（野島裕史）

ジルの追っかけサイトを運営する平凡な青年。
- ジル・ゴダード - サーシャ・グレイ（樋口あかり）

人気女優。
- 謎の男（コード） - ニール・マスケル（英語版）（志村知幸）

ニックを罠にはめたハッカー。
- ピエール（トリオップス1） - アダム・キンテーロ（玉木雅士）

ネバダを敬愛するハッカー集団のリーダー。
- トニー・ヒルマン - イバン・ゴンザレス（さかき孝輔）

ジルのエージェントで現在の恋人。
- リッチー - ナチョ・ビガロンド（米田基裕）

ジルの新作映画の監督。
- 司会者 - ブライアン・エルダー（青山穣）

ジルの新作映画の宣伝イベントの司会者。
- キャロル - レイチェル・アリエフ（壹岐紹未）

ジルの友人。
- ドン - スコット・ウェインバーグ（山岸治雄）

ジルの新作映画のプロデューサー。
- トリオップス2 - ジェイク・クラムベルグ（下妻由幸）

ピエールの仲間。
- トリオップス3 - ダニエル・ペレス・プラダ（寸石和弘）

ピエールの仲間。
- ネバダ - ？（山岸治雄）

数々の事件を起こしている謎の有名ハッカー。